# Nord Autobahn
De Nord Autobahn is een  snelwegverbinding tussen de Wiener Außenring Schnellstraße en de Tsjechische grens bij Mikulov. De snelweg, die al deels gereed is heet A5. Het is de bedoeling dat in 2008 en 2009 twee trajecten worden geopend, waarmee de Nord Autobahn in 2009 moet zijn voltooid.
Autobahnen: A1 · A2 · A3 · A4 · A5 · A6 · A7 · A8 · A9 · A10 · A11 · A12 · A13 · A14 · A21 · A22 · A23 · A24 · A25 · A26
Schnellstraßen: S1 · S2 · S3 · S4 · S5 · S6 · S7 · S8 · S10 · S16 · S18 · S31 · S33 · S34 · S35 · S36 · S37